# 3832 Shapiro
3832 Shapiro este un asteroid din centura principală, descoperit pe 30 august 1981 de Edward Bowell.